# John Douglas, 9.º Marquês de Queensberry
John Sholto Douglas, 9.º Marquês de Queensberry (Florença, 20 de julho de 1844 — Londres, 31 de janeiro de 1900) GCVO foi um nobre escocês, conhecido por ter emprestado seu nome às Regras do Marquês de Queensberry, que formaram a base do boxe moderno, e por seu papel na queda do autor e dramaturgo Oscar Wilde, que teve um relacionamento homossexual com seu filho, Lorde Alfred Douglas.

## Família
Douglas nasceu em Florença, na Itália. Era o filho mais velho do então Archibald, Visconde Drumlanrig, que se tornaria o 8.º Marquês de Queensberry em 1856, e de sua esposa, Caroline Margaret Clayton. Em 1858, com a morte do pai, John, aos catorze anos, herdou o marquesado; era ocasionalmente chamado de 8.º e não 9.º Marquês de Queensberry porque o 3.° Marquês, um maníaco canibal homicida, é às vezes omitido na numeração.
Recebeu educação na Real Academia Naval, tornando-se um guarda-marinha aos doze anos e tenente da Marinha Real Britânica aos quinze anos. Em 1864, ele entrou para Magdalene College, na Universidade de Cambridge, a qual deixou dois anos mais tarde sem obter diploma. 
Em 1866, ele desposou Sibyl Montgomery, neta de Sir Henry Conyngham Montgomery. O casal teve quatro filhos e uma filha, divorciando-se em 1887. Casou-se com Ethel Weeden em 1893, mas o matrimônio foi anulado no ano seguinte.

## Contribuições aos esportes

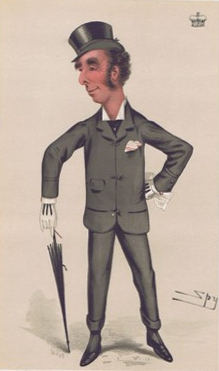
Caricatura de 1877 de Queensberry na Vanity Fair. A legenda diz: "um bom peso leve" ("a good light weight").

Queensberry foi patrono de esportes e um notável entusiasta por boxe. Em 1866, ele tornou-se um dos fundadores do Clube Atlético Amador, hoje Associação Atlética Amadora da Inglaterra. Este mesmo clube, no ano seguinte, publicou um conjunto de vinte regras de condução de partidas de boxe. Originalmente esboçadas por John Graham Chambers, tais regras ficaram mundialmente conhecidas como as "Regras do Marquês de Queensberry", devido ao patrocínio de Douglas.

## Carreira política e polêmicas
Em 1872, Queensberry foi escolhido pelos Pares da Escócia para sentar na Câmara dos Lordes como par representativo. Ocupou tal cargo até 1880, quando foi novamente nominado, mas se recusou a prestar o juramento religioso de fidelidade ao soberano. Um ateu franco, ele declarou que não participaria de nenhuma "paspalhice cristã". Como resultado, foi proibido de entrar para o Parlamento, juntamente com Charles Bradlaugh. O novo primeiro-ministro de então, William Gladstone, pediu desculpas, e Bradlaugh foi reeleito quatro vezes por eleitores de Northampton até tomar finalmente seu lugar em 1886. Contudo, Queensberry nunca mais foi mandado ao Parlamento pelos nobres escoceses.
Em 1881, Queensberry aceitou a presidência da União Secular Britânica, um grupo que se rompeu, em 1877, da Sociedade Secular Nacional de Bradlaugh. Naquele ano, publicou um longo poema filosófico, The Spirit of the Matterhorn, em uma tentativa de articular seu ponto de vista humanístico. A União, que sempre fora pequena, deixou de funcionar em 1884.
Em 1882, foi retirado de um teatro após interromper a execução da peça The Promise of May, de Lorde Tennyson, porque o vilão era ateu.
Os divórcios, o ateísmo e o envolvimento com o boxe fizeram de Queensberry uma figura impopular na alta sociedade de Londres.
Em 1893, seu filho mais velho, Francis Douglas, Visconde Drumlanrig, foi titulado Barão Kelhead no Pariato do Reino Unido, o que o levou a ocupar automaticamente um lugar na Câmara dos Lordes, da qual seu pai foi excluído. Isso causou intrigas entre Queensberry e seu filho, aliado a Lorde Rosebery, futuro primeiro-ministro, o qual garantiu a concessão do título.
Quando John Douglas vendeu sua propriedade rural, Kinmount, em Dumfriesshire, ele ficou ainda mais isolado de sua família.

## Disputas com Oscar Wilde

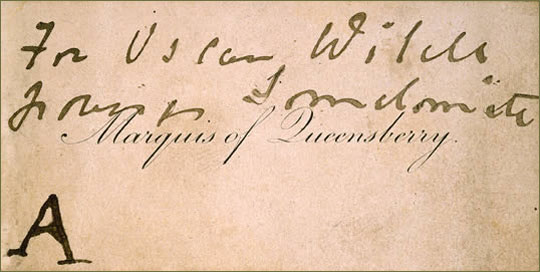
O cartão assinado por John Douglas a Oscar Wilde, chamando-o de "sodomita", e que serviu de base para o processo, c. 1895.

Em março de 1895, Queensberry foi processado por difamação por Oscar Wilde, acusado publicamente de sodomia pelo Marquês: ele fizera tal alegação porque estava furioso com o relacionamento de Wilde com seu terceiro filho, Lorde Alfred Douglas. 
Pouco tempo depois da abertura do julgamento, a acusação de difamação foi retirada. Porém, Wilde acabou sendo condenado por "indecência" através do Ato de Emenda do Direito Penal de 1885, o qual proibia a homossexualidade no Reino Unido.

## Morte
Lorde Queensberry morreu em Londres, aos cinquenta e cinco anos, quase um ano antes da morte de Oscar Wilde. Embora tivesse desejado ser cremado, seu corpo foi enterrado na Escócia. 